# Бжани (Стропков)
Бжани (слч. Bžany) насељено је мјесто са административним статусом сеоске општине (слч. obec) у округу Стропков, у Прешовском крају, Словачка Република.

## Становништво
| Година:    | 1994. | 2004.    | 2014.   | 2024.    |
| ---------- | ----- | -------- | ------- | -------- |
| Број људи: | 144   | 172      | 168     | 223      |
| Разлика:   |       | +19,44 % | -2,32 % | +32,73 % |

| Година:    | 2023. | 2024.   |
| ---------- | ----- | ------- |
| Број људи: | 229   | 223     |
| Разлика:   |       | -2,62 % |

Према подацима о броју становника из 2024. године насеље је имало 223 становника.